# Les Sentiments (film)
Pour les articles homonymes, voir Les Sentiments.
Pour plus de détails, voir Fiche technique et Distribution.
Les Sentiments est un film français réalisé par Noémie Lvovsky, sorti en 2003.

## Synopsis
François et Édith, jeunes mariés, s'installent dans leur nouvelle maison, louée à Jacques et Carole en face de la leur. François reprend le poste de médecin de campagne de Jacques. Celui-ci a décidé de tourner la page et est devenu directeur d'un service hospitalier. Les deux couples sont voisins et des liens d'amitié se créent.
Jacques est de plus en plus attiré par la jeune Édith. Leur amitié devient amour, jusqu'à la crise.

## Fiche technique
Sauf indication contraire, les informations mentionnées dans cette section peuvent être confirmées par la base de données cinématographiques IMDb,  présente dans la section « Liens externes ».
- Réalisation : Noémie Lvovsky
- Scénario et chansons originales : Noémie Lvovsky et Florence Seyvos
- Production: Claude Berri, Michèle et Laurent Pétin
- Montage : François Gédigier
- Musique : Philippe Rouèche et Jeff Cohen
- Durée : 94 minutes
- Date de sortie : 2003

## Distribution
- Nathalie Baye : Carole
- Jean-Pierre Bacri : Jacques
- Isabelle Carré : Édith
- Melvil Poupaud : François
- Agathe Bonitzer : Sonia
- Virgile Grünberg : Léo
- Valeria Bruni Tedeschi : La jeune mère
- Cécile Reigher : L'antiquaire
- Bakary Sangaré : Le prêtre
- Alain Libolt : Le pilote d'avion
- Reinaldo Wong : Le Chinois
- Héloïse Mignot :
- Dimitri Radochevitch :
- Guy-Auguste Boléat : Le garagiste
- Catherine Simonpiétri : Ensemble Vocal Sequenza 9.3, direction

- Rubén Aguayo, Cécile Camatte, Cécile Côte, Laurent David, Sébastien Droy, Françoise Faidherbe, Regina Goraus, James Gowings, Anne Guinaud, Emmanuelle Heim, François Meens, Donatienne Milpied, Jean-Yves Ravoux, Guilhem Terrail, Étienne Vandier : ensemble vocal Sequenza 9.3
- Ludovic Podevin, Jérôme Pouré, Fabien Wallerand, Michel Zakrzewski : La Fanfare

## Production

### Lieux de tournage
Sauf indication contraire, les informations mentionnées dans cette section peuvent être confirmées par le générique de fin de l'œuvre audiovisuelle présentée ici, ainsi que par la base de données cinématographiques IMDb,  présente dans la section « Liens externes ».
- Essonne[1] :
  - Itteville : Garage "Les Bédouins", route de La Ferté-Alais
  - La Ferté-Alais : Intermarché de Beaulne
- Hauts-de-Seine : 
  - Le Plessis-Robinson (Centre chirurgical Marie-Lannelongue)
  - Suresnes (C.N.E.F.E.I)
- Oise (Saint-Maximin - Carrières Ouachée et Corpechot)
- Seine-et-Marne : Brie-Comte-Robert, Dammartin-sur-Tigeaux
- Val-de-Marne : Saint-Mandé
- Yvelines :
  - Jouars-Pontchartrain (Les Mousseaux au Moulin des Roches - rue des Roches)
  - Marcq
  - Les Mesnuls
  - Les Mureaux et Verneuil-sur-Seine : Aérodrome des Mureaux
  - Forêt de Rambouillet
  - Saint-Rémy-l'Honoré
  - Le Tremblay-sur-Mauldre : Le Domaine du Tremblay

Le Robin DR-400 immatriculé F-GLDJ que pilotent Jean-Pierre Bacri et Alain Libolt appartenait au moment du tournage à l'aéroclub Roger Janin situé sur l'aérodrome des Mureaux. On le voit à l'écran sans ses carénages de roues.

## Musique
Sauf indication contraire ou complémentaire, les informations mentionnées dans cette section proviennent du générique de fin de l'œuvre audiovisuelle présentée ici.
- Sixteen Tons de Merle Travis, paroles françaises de Jacques Larue, interprétée a cappella par Jean-Pierre Bacri.
- Can't Take My Eyes Off You de Boys Town Gang, interprétée par Nathalie Baye en playback et en générique de fin dans sa version originale
- Les Bourgeois de Jacques Brel, interprétée a cappella par Agathe Bonitzer et Virgile Grünberg.

## Distinctions
- 29e cérémonie des César (2004) :
  - Nomination au César du meilleur film
  - Nomination au César du meilleur acteur - Jean-Pierre Bacri
  - Nomination au César de la meilleure actrice - Nathalie Baye
  - Nomination au César de la meilleure actrice - Isabelle Carré
- Prix Louis-Delluc (2003) - (ex æquo avec la trilogie Un couple épatant / Cavale / Après la vie de Lucas Belvaux)

## Analyse
Sauf indication contraire, les informations mentionnées dans cette section peuvent être confirmées par le générique de fin de l'œuvre audiovisuelle présentée ici, ainsi que par la base de données cinématographiques IMDb,  présente dans la section « Liens externes ».
- Ce film reprend des thèmes de La Femme d'à côté de François Truffaut[réf. nécessaire].